# Joachim Beuckelaer

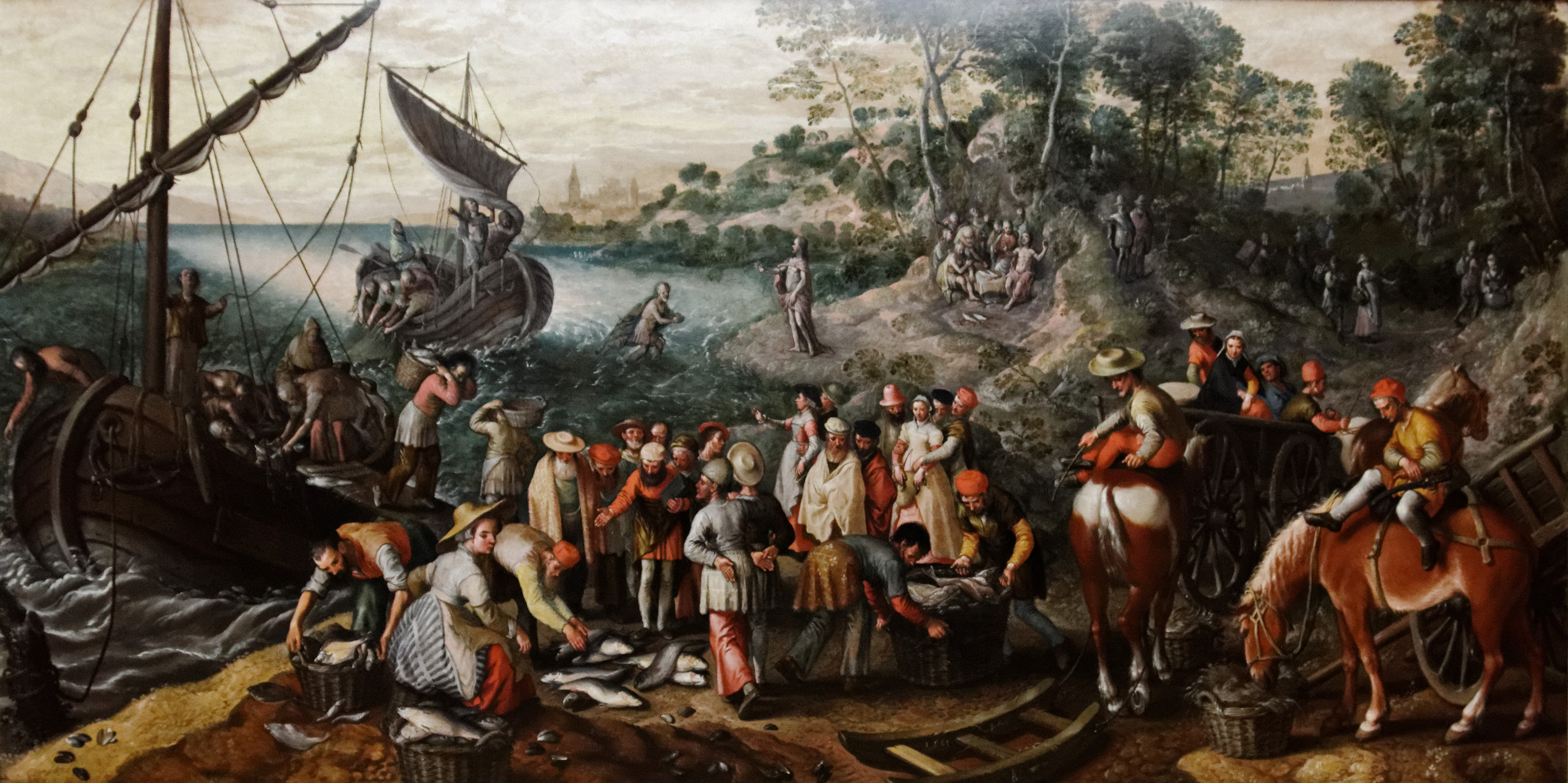
Cudowny połów ryb (1563) J. Paul Getty Museum, Los Angeles

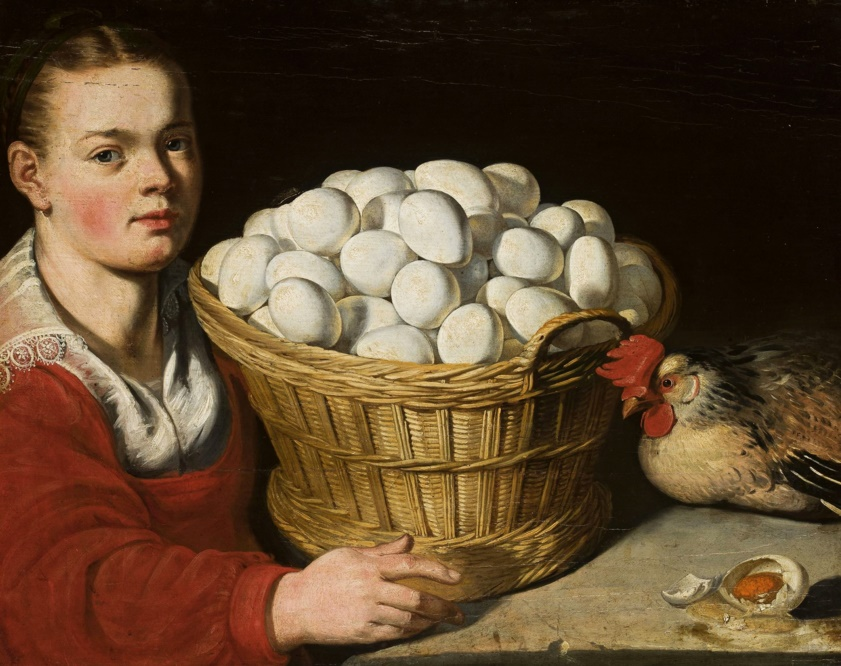
Dziewczyna z koszem jaj Muzeum Narodowe w Warszawie

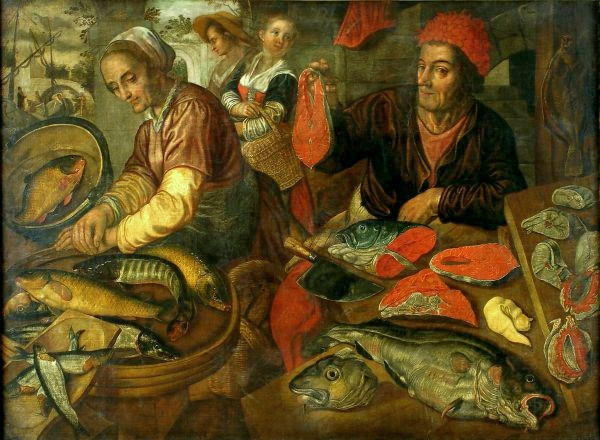
Sprzedawcy ryb Muzeum Narodowe w Gdańsku - Oddział Sztuki Dawnej

Joachim Beuckelaer lub Bueckelaer (ur. ok. 1530 w Antwerpii, zm. ok. 1574 tamże) – niderlandzki malarz martwych natur i scen rodzajowych.
Był bratankiem i uczniem Pietera Aertsena. W 1560 został przyjęty do antwerpskiej gildii św. Łukasza.
Malował głównie tematy jarmarczne i kuchenne, w których często umieszczał w tle sceny z Nowego Testamentu. Tworzył też pejzaże oraz samodzielne obrazy religijne. Jego datowane dzieła pochodzą z l. 1561-1574.

## Wybrane dzieła
- Chrystus na krzyżu (1567) – Paryż, Luwr
- Chrystus w domu Marii i Marty (1565) – Bruksela, Musées royaux des beaux-arts de Belgique
- Chrystus w domu Marii i Marty – Madryt, Prado
- Cudowny połów ryb (1563) – Los Angeles, J. Paul Getty Museum
- Cztery żywioły: Ogień (1570) – Londyn, National Gallery
- Cztery żywioły: Powietrze (1570) – Londyn, National Gallery
- Cztery żywioły: Woda (1569) – Londyn, National Gallery
- Cztery żywioły: Ziemia (1569) – Londyn, National Gallery
- Droga Krzyżowa – Moskwa, Muzeum Puszkina
- Dziewczyna z koszem jaj - Muzeum Narodowe w Warszawie
- Kiermasz (1564) – St. Petersburg, Ermitaż
- Kuchnia z Chrystusem u Marii i Marty (1566) – Amsterdam, Rijksmuseum
- Na targu (1564) – Moskwa, Muzeum Puszkina
- Pomoc kuchenna z Chrystusem u Marii i Marty (1571) – Wiedeń, Kunsthistorisches Museum
- Przekupka z owocami, warzywami i drobiem (1564) – Kassel, Staatliche Museen
- Scena na targu ze sprzedawcą drobiu - Muzeum Narodowe w Warszawie
- Sprawiony wieprz (1563) – Kolonia, Wallraf-Richartz Museum
- Sprzedająca owoce i warzywa (1565) – Antwerpia, Museum Mayer van den Bergh
- Sprzedawcy ryb – Dieppe, Chateau-Musée
- Sprzedawcy ryb - Muzeum Narodowe w Gdańsku - Oddział Sztuki Dawnej
- Targ – St. Petersburg, Ermitaż
- Targ – Madryt, Prado
- Targ drobiu (1570) – Gandawa, Museum voor Schone Kunsten
- Targ rybny – Sztokholm, Nationalmuseum
- Ucieczka do Egiptu – Antwerpia, Rockox House
- Wnętrze kuchni (1566) – Paryż, Luwr